# Hinrich Schröder
Hinrich Schröder (* 29. Dezember 1906 in Lentföhrden; † 30. Dezember 1992) war ein deutscher Politiker der FDP.

## Leben und Beruf
Nach dem Volksschulabschluss absolvierte Schröder, der evangelischen Glaubens war eine landwirtschaftliche Lehre. Anschließend besuchte er die Landwirtschaftsschule und war dann als Bauer in seinem Heimatort tätig. Von 1940 bis 1942 nahm er als Soldat am Zweiten Weltkrieg teil. Seit 1952 war er Amtmann in Kaltenkirchen. Am 24. Februar 1967 wurde er auf Vorschlag der schleswig-holsteinischen Landesregierung mit dem Großen Bundesverdienstkreuz ausgezeichnet. Er starb einen Tag nach seinem 86. Geburtstag bei einem Verkehrsunfall.

## Partei
Schröder trat 1946 der FDP bei.

## Abgeordneter
Seit 1948 war Schröder Gemeindevertreter in Lentföhrden. Ein Jahr später wurde er in den Kreistag des Kreises Segeberg gewählt. Von 1954 bis 1967 gehörte er dem Landtag Schleswig-Holstein an. Seit 1963 war er Vorsitzender der FDP-Landtagsfraktion.
Schröder wurde vom Landtag in die dritte Bundesversammlung entsandt, die am 1. Juli 1959 Heinrich Lübke zum Bundespräsidenten wählte.

## Öffentliche Ämter
Von 1948 bis 1982 war Schröder Bürgermeister von Lentföhrden, seit 1951 auch stellvertretender Landrat im Kreis Segeberg. Von 1958 bis 1962 war er Parlamentarischer Vertreter des schleswig-holsteinischen Justizministers.